# Juniperus maritima
Juniperus maritima ist eine Pflanzenart aus der Familie der Zypressengewächse (Cupressaceae). Sie ist an der nordwestlichen Küste der USA und an der südwestlichen Küste Kanadas heimisch. Die Art wurde lange Zeit dem Rocky-Mountain-Wacholder (Juniperus scopulorum) unterstellt und erst aufgrund von genetischen Untersuchungen als eigenständige Art anerkannt.

## Beschreibung

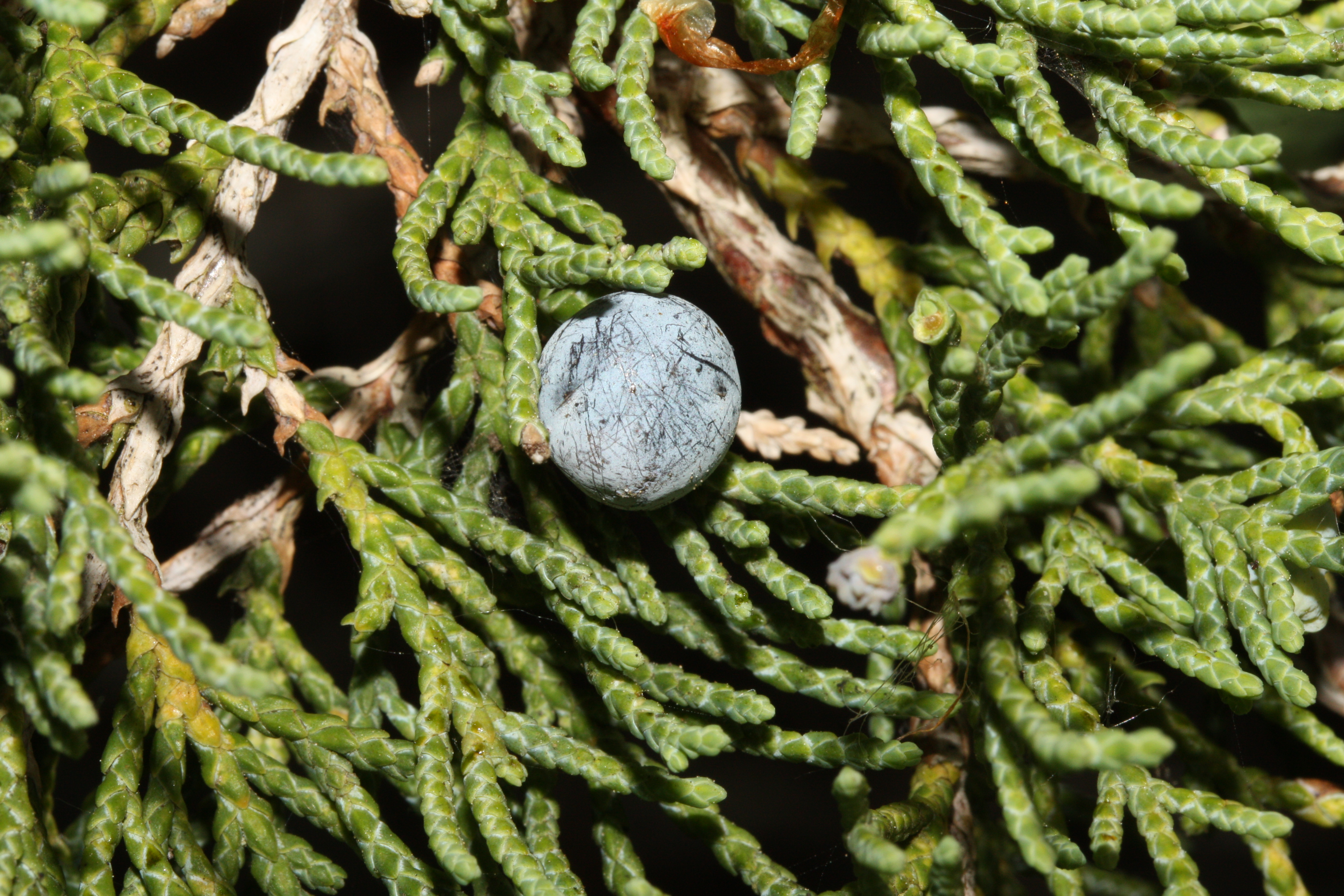
Zweig mit reifen Beerenzapfen

Juniperus maritima ähnelt in ihrem Erscheinungsbild stark dem Rocky-Mountain-Wacholder (Juniperus scopulorum). Die Art wächst als immergrüner, einstämmiger, selten auch mehrstämmiger Baum der Wuchshöhen von bis zu 23 Metern erreichen kann. Die Äste gehen aufsteigend vom Stamm ab und bilden eine konisch bis abgerundet geformte Krone. Die Zweige sind gerade bis hängend und haben einen drei- bis viereckigen Querschnitt. Die dunkelbraune Borke blättert in dünnen Streifen ab. Dünne Zweige haben eine glatte Rinde während die von dickeren Zweigen in Platten abblättert.
Es werden zwei verschiedene Formen von Blättern gebildet. Beide Formen sind dunkelgrün gefärbt und haben auf der Blattunterseite eine unauffällige, elliptisch geformte Blattdrüse. Die Blattränder sind ganzrandig. Die nadelförmigen Blätter werden 3 bis 6 Millimeter lang. Die Schuppenblätter sind bei einer Länge von 1 bis 3 Millimeter kielförmig bis abgerundet geformt und können sich einander bis zu einem Fünftel ihrer Gesamtlänge überlappen. Ihre abstehende oder anliegende Blattspitze ist stumpf.
Juniperus maritima ist zweihäusig-getrenntgeschlechtig (diözisch). Die Beerenzapfen stehen normalerweise an einen geraden Stiel und sind bei einem Durchmesser von 6 bis 9 Millimetern kugelig bis zweilappig geformt. Sie sind zuerst hellbraun gefärbt und verfärben sich zur Reife nach 14 bis 16 Monaten hin dunkel blauschwarz und sind bereift. Stark bereifte Zapfen scheinen hellblau gefärbt zu sein. Jeder der harzigen und faserigen Zapfen trägt ein bis drei Samenkörner. Die Samen werden 4 bis 5 Millimeter lang.

## Verbreitung und Standort
Das natürliche Verbreitungsgebiet von Juniperus maritima liegt an der Küste des westlichen Nordamerikas. Sie kommt dort rund um den Puget Sound von Whidbey Island im Süden bis nach Lasqueti Island und der angrenzenden Küste von Vancouver Island im Norden vor.
Juniperus maritima wächst vor allem auf felsigen Böden in Küstennähe, welche sich auf Granit gebildet haben. Ein Vorkommen wächst auch auf Sanddünen.

## Systematik
Die Erstbeschreibung als Juniperus maritima erfolgte 2007 durch Robert Phillip Adams in Phytologia, Band 89, Seite 278. Die Art wurde zuvor dem Rocky-Mountain-Wacholder (Juniperus scopulorum) zugerechnet und wird mittlerweile aufgrund von Adams durchgeführten Untersuchungen an den Terpenoiden und der internal transcribed spacer in der ribosomalen DNA als eigenständige Art gehandelt. Die beiden Arten unterscheiden sich allerdings nur geringfügig in ihren morphologischen Eigenschaften. So hat Juniperus maritima nur dunkelgrüne Blätter und seine Beerenzapfen reifen bereits nach 14 bis 16 Monaten anstatt nach zwei Jahren wie bei Juniperus scopulorum. Weiters sind die Bestände geographisch ungefähr 140 Kilometer voneinander getrennt.

## Gefährdung und Schutz
Juniperus maritima wird nicht in der Roten Liste der IUCN geführt.